# Amstelscheg

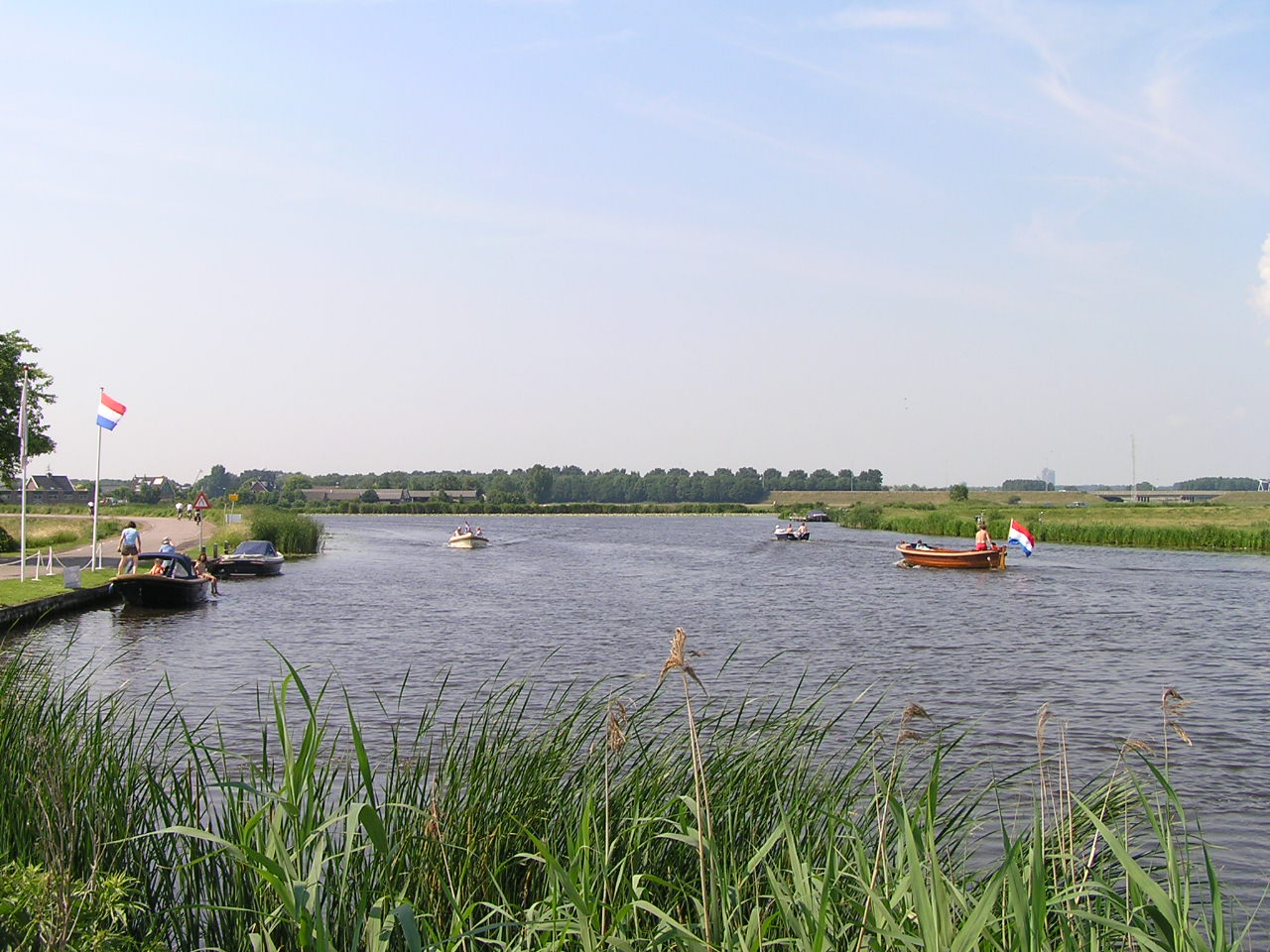
Her riviertje de Bullewijk met op de achtergrond een deel van de Amstelscheg

De Amstelscheg is een groene bufferzone gelegen ten zuiden van Amsterdam-Zuid, ten oosten van Amstelveen en ten westen van Amsterdam-Zuidoost. Al in de jaren 1930 werden door Cornelis van Eesteren in het Algemeen Uitbreidingsplan vijf groene buffers bedacht die als vijf vingers in de stad zouden steken en daardoor de inwoners een groengebied dicht bij huis zouden bieden.
De buffer ligt tussen de stadslob van Amstelveen en de stadslob van Amsterdam Zuidoost met in het midden de Amstel en Ouderkerk aan de Amstel. Het gebied kenmerkt zich als een rivierenlandschap met aan de westkant van de Amstel statige buitenhuizen uit de 17e eeuw en een agrarisch veenweide polderlandschap aan beide zijden. Het gebied reikt bijna tot in het centrum van Amsterdam en brengt hiermee het landelijke gebied diep de stad in. Ook de polder de Ronde Hoep en de Bullewijk maken deel uit van de scheg die nabij de Stelling van Amsterdam overgaat in het Groene Hart.
Toch heerst er niet alleen rust. Dwars door het gebied loopt een autosnelweg (A9). Door de gunstige ligging is de stedelijk druk op het gebied echter groot en wordt het agrarisch karakter en de openheid van het landschap bedreigd. In de loop der jaren werd het gebied steeds iets kleiner door aanleg van recreatiebosjes en de bouw van villa's. Door de provincie wordt echter over de toekomst van het gebied nagedacht en er wordt met de agrariërs gepraat over hun toekomst in het zo dicht bij de stad gelegen gebied.
Amstelscheg ·
Amsterdamse Bosscheg ·
Brettenscheg ·
Diemerscheg ·
IJmeerscheg ·
Scheg van West ·
Waterlandscheg ·
Westeinderscheg ·
Zaanse Scheg ·